# Edwiges de Sá Pereira
Edwiges de Sá Pereira (Barreiros, 25 de outubro de 1884 - Recife, 14 de agosto de 1958) foi uma educadora, jornalista, poetisa e ativista feminista brasileira.
Como educadora, iniciou a lecionar com 13 anos de idade, dedicando-se à educação fundamental, onde ensinou História (do Brasil e Geral) e Língua Portuguesa.

## Atuação em cidadania
Foi pioneira na luta pelos direitos da mulher, tendo participado dos congressos:
- I Congresso Internacional Feminista[1]
- II Congresso Internacional Feminista[1].

Foi defensora da cidadania e dos direitos humanos, usando a imprensa para externar suas teses.

## Atuação na imprensa
- Jornal Pequeno
- A Província
- Jornal do Commercio (Recife)
- O Lyrio (Recife)

## Atuação literária e cultural
- Academia Pernambucana de Letras - Cadeira 7 (a primeira mulher a ingressar nessa academia)[2];
- Associação de Imprensa de Pernambuco (a primeira mulher a fazer parte dessa instituição).

Desde 9 de novembro de 1901 foi sócia correspondente da Academia Pernambucana de Letras, antes de ingressar como membro efetivo em 1920. Essa atuação a fez ser considerada equivocadamente a primeira mulher a ingressar em uma academia de letras no Brasil. Como membro eleito dessa academia, chegou a exercer a função de vice-presidente.

## Livros publicados
- Horas inúteis;
- Campesinas;
- Um passado que não morre;
- Eva militante;
- Jóia turca.